# José Raposo
José Sá Raposo (Dundo, 3 de fevereiro de 1963) é um ator, dobrador e produtor português.

## Biografia
Nasceu em Angola, onde viveu até aos 13 anos, primeiro no Dundo, depois em Luanda. Foi o primeiro filho de Valdemar Balau Raposo e de sua mulher Elisabete do Nascimento Sá Raposo, e tem um irmão, 6 anos mais novo, Paulo Raposo.
Veio para Portugal, em 1976, para a Penha de França, onde se instalou em casa dos seus avós maternos.
Estudou nas escolas Secundária D. Luísa de Gusmão; Preparatória Cesário Verde; Cavaquinhas do Seixal; e Pragal em Almada. Nesta última, parou os seus estudos no ensino secundário, após ter feito uma audição no Teatro Ádòque e, consequentemente, ter sido selecionado para - o que viria a ser - o seu primeiro trabalho como actor profissional (aos 18 anos).
Sendo o seu pai de Pontével (Cartaxo), José teve sempre uma forte ligação ao Ribatejo, onde tem vivido muitos anos da sua vida.

### Vida profissional
Inicia-se no teatro infantil, pela mão de Francisco Nicholson, em 1981, no Teatro Ádòque, cuja companhia integrou.
Interpretou peças como O Processo de Jesus, de Diego Fabri no Teatro da Trindade; Volpone de Ben Jonson, no Teatro Aberto; O Último dos Marialvas de Neil Simon, na Casa da Comédia; Os Portas de John Godber, no Teatro Nacional D. Maria II; entre outras.
Em encenações de José Carretas protagonizou Malaquias, de Manuel de Lima, no Teatro Nacional D. Maria II e no Teatro da Comuna, e participou em Bolero, de José Carretas e Manuel Cintra, no Teatro Villaret.
Foi dirigido por Jean Jordheuil em Germânia 3, de Heiner Müller (CCB). Fez ainda teatro musical, participando em Annie de Thomas Meehan, sob a direcção de Armando Cortez, no Teatro Maria Matos.
Fez teatro de revista nos palcos do Teatro Maria Vitória, Teatro Variedades, Teatro ABC, entre muitos outros.
Criou com a sua ex-mulher, Maria João Abreu a produtora "A Toca dos Raposos", em 1998, com a qual fez o espectáculo Isto Vai Com Elas; e co-produziu com Hélder Freire Costa, Ó Troilaré, Ó Troilará, Mulheres ao Poder, Tem a Palavra a Revista, A Revista é Linda!, e Já Viram Isto?!.... Com Óscar Branco, co-produziu O Estádio da Nação, e com a Media Capital Entertainment, Alberto e as Borboletas (de Francisco Nicholson e Armando Cortez), e As Taradas (de Eduardo Damas).
Em 2003, participou no espectáculo Cada Dia Um a Um a Liberdade e o Reino, dirigido por Jorge Silva Melo, e trabalhou com Filipe La Féria em A Rainha do Ferro Velho, Um Violino no Telhado, e A Gaiola das Loucas.
Faz televisão, integrando o elenco de várias novelas e séries, e entrou em telefilmes de realizadores como Ruy Guerra, Tiago Guedes e Rita Nunes.
Actor regular no cinema, participou em mais de 20 películas, entre elas Aqui na Terra de João Botelho; Sapatos Pretos, Ganhar a Vida e Noite Escura de João Canijo; Os Mutantes de Teresa Villaverde; Corte de Cabelo de Joaquim Sapinho; Viúva Rica Solteira Não Fica de José Fonseca e Costa; Senhor Jerónimo de Inês de Medeiros; Camarate de Luís Filipe Rocha; A Costa dos Murmúrios de Margarida Cardoso; Filme da Treta de José Sacramento; Embargo de António Ferreira, entre outros.
Ganhou o Globo de Ouro e o Prémio Nacional de Teatro Bernardo Santareno como melhor actor de teatro, pelo musical "Um Violino no Telhado", no ano de 2009.

### Vida pessoal
José foi casado durante 23 anos (1985-2008) com a atriz Maria João Abreu (n. 1964 - f. 2021), de quem teve dois filhos: 
- Miguel Abreu Raposo (n. 31 de março de 1986 (39 anos) - Miguel Raposo
- Ricardo Abreu Raposo (n. 29 de outubro de 1992 (32 anos) [2]

Após a separação teve um relacionamento com Ânia Pais, que durou cerca de 3 anos.
Atualmente, é casado com a atriz Sara Barradas, que conheceu nas gravações da telenovela Espírito Indomável, exibida na TVI, em 2010. A 30 de março de 2019 foi pai novamente, desta vez de uma menina, de nome Lua Barradas Raposo, fruto da relação com Sara Barradas.

## Prémios e Reconhecimento
Ao longo da sua carreira recebeu vários prémios, nomeadamente:
- Venceu o Prémio Sophia de Melhor Actor Secundário de Cinema, com São Jorge (2018)
- Venceu o Prémio de Melhor Actor Secundário de Cinema do Festival Caminhos do Cinema Português, com São Jorge (2017)
- Venceu o Prémio Áquila, na categoria de Cinema - Melhor Actor Secundário, com O Leão da Estrela (2016)
- Venceu o Globo de Ouro (Portugal) com o grupo Teatro Praga, de Melhor Peça/Espectáculo - Tropa Fandanga (2015)
- Venceu o Prémio Nacional de Teatro Bernardo Santareno, pela sua interpretação em Um Violino no Telhado (2009)
- Venceu o Globo de Ouro (Portugal) de Melhor Actor de Teatro, com Um Violino no Telhado (2008)
- Venceu o Pateota - Prémio Prestígio, (1999)

Foi também nomeado para:
- Nomeado para o Globo de Ouro (Portugal) de Melhor Actor de Cinema, com São Jorge (2018)
- Nomeado para o Prémio Áquila, na categoria de Televisão - Melhor Actor Principal, com País Irmão (2018)
- Nomeado para o Prémio Áquila, na categoria de Televisão - Melhor Actor Principal, com Coração d'Ouro (2015)
- Nomeado para o Prémio Áquila, na categoria de Cinema - Melhor Actor Secundário, com 7 Pecados Rurais (2014)
- Nomeado para o Globo de Ouro (Portugal) de Melhor Actor de Teatro, com A Gaiola das Loucas (2009)

Em 2022, recebeu da Câmara Municipal de Lisboa a Medalha Municipal de Mérito Cultura, no aniversário do 100º aniversário do Parque Mayer.

## Teatro
| Ano       | Peça                                                                    | Papel                                   | Encenador                                        | Autor                                                                          | Teatro                                                                     |
| --------- | ----------------------------------------------------------------------- | --------------------------------------- | ------------------------------------------------ | ------------------------------------------------------------------------------ | -------------------------------------------------------------------------- |
| 1981      | O Teatrinho                                                             | Várias                                  | António Feio                                     | Ermelinda Duarte                                                               | Teatro Ádòque                                                              |
| 1982      | Tá Entregue à Bicharada                                                 | Várias                                  | Francisco Nicholson                              | Francisco Nicholson e Gonçalves Preto                                          | Teatro Ádòque                                                              |
| 1982      | O Processo de Jesus                                                     | Filho Pródigo                           | António De Cabo                                  | Diego Fabri                                                                    | Teatro da Trindade, T. Sá da Bandeira (Porto) e tournée                    |
| 1982      | É Sempre a Votar                                                        | Várias                                  | Francisco Nicholson                              |                                                                                | Teatro ABC                                                                 |
| 1983      | Annie                                                                   | Várias                                  | Armando Cortez                                   | Thomas Meehan                                                                  | T. Maria Matos                                                             |
| 1984      | E a Lata Continua...!                                                   | Várias                                  | Nicolau Breyner                                  |                                                                                | Teatro ABC                                                                 |
| 1985      | A Revista à Portuguesa de 1851 a 1945                                   | Várias                                  | Gabriel Pais                                     |                                                                                | T. Maria Matos                                                             |
| 1986      | Volpone                                                                 | Juiz Urubu / Popular                    | Norberto Barroca                                 | Ben Jonson                                                                     | Teatro Aberto                                                              |
| 1986      | Um Coronel em 2 Actos                                                   |                                         | Camilo de Oliveira                               |                                                                                | T. Sá da Bandeira (Porto)                                                  |
| 1987      | Aqui Há Fantasmas                                                       | Faísca                                  | Henrique Santana                                 | Henrique Santana                                                               | T. Variedades, T. Sá da Bandeira (Porto) e tournée                         |
| 1988      | Toma Lá Revista                                                         | Várias                                  | Francisco Nicholson                              |                                                                                | T. Sá da Bandeira (Porto)                                                  |
| 1988      | A Prova dos Novos                                                       | Várias                                  | Maria Helena Matos                               | Henrique Santana, Francisco Nicholson, Augusto Fraga e Nuno Nazareth Fernandes | T. Variedades                                                              |
| 1989      | A Severa                                                                | Timpanas                                | Nicolau Breyner                                  | A partir de Júlio Dantas                                                       | T. Maria Matos e Coliseu do Porto                                          |
| 1991      | Depois de Magritte                                                      |                                         | Melinda Mourão                                   | Tom Stoppard                                                                   | Galeria C.C. das Amoreiras                                                 |
| 1991      | O Último dos Marialvas                                                  | Bernardo                                | Melinda Mourão                                   | Neil Simon                                                                     | T. Casa da Comédia, T. Variedades e tournée                                |
| 1992      | Malaquias ou A História de Um Homem Barbaramente Agredido               | Várias                                  | José Carretas                                    | Manuel de Lima                                                                 | C.R.Massamá; T. Nacional D.Maria II e T. da Comuna                         |
| 1994      | De Pernas P'ró Ar!                                                      | Várias                                  | Carlos Areia                                     |                                                                                | T. Maria Vitória                                                           |
| 1995      | Corte Fatal                                                             |                                         | Noëmi Marinho                                    | Paul Portner                                                                   | T. Auditório do Casino Estoril                                             |
| 1996      | Germânia 3                                                              | Várias                                  | Jean Jourdheuil                                  | Heiner Müller                                                                  | CCB e T. Nacional D.Maria II                                               |
| 1997      | A Sombra das Rainhas                                                    |                                         | José Carretas                                    | Evelyne Pieiller                                                               | CCB                                                                        |
| 1997      | Mama Eu Quero                                                           | Várias                                  | Paulo César                                      | Mário Raínho, Carlos Mendonça, Paulo César e Tiago Torres da Silva             | Teatro ABC                                                                 |
| 1997      | Bolero                                                                  | Várias                                  | José Carretas                                    | José Carretas e Manuel Cintra                                                  | CCB e T. Villaret                                                          |
| 1997      | Os Portas                                                               |                                         | André Gago                                       | John Godber                                                                    | T. Nacional D.Maria II e T. da Comuna                                      |
| 1998      | Isto Vai Com Elas                                                       | Várias                                  | Mário Raínho                                     | Francisco Nicholson e Mário Raínho                                             | Tournée                                                                    |
| 1998      | Ó Troilaré... Ó Troilará!                                               | Várias                                  | Maria José                                       | Mário Raínho, Carlos Mendonça e Nuno Nazareth Fernandes                        | T. Maria Vitória                                                           |
| 1999      | Mulheres ao Poder                                                       | Peidolos                                | Isabel Medina                                    | Aristófanes                                                                    | T. Maria Vitória                                                           |
| 2000      | Tem a Palavra a Revista                                                 | Várias                                  | Paulo César                                      | Mário Raínho, Nuno Nazareth Fernandes e José Fanha                             | T. Maria Vitória, Teatro do Terço (Porto) e tournée                        |
| 2003      | Cada Dia Um a Um a Liberdade e o Reino                                  |                                         | Jorge Silva Melo                                 | Jorge Silva Melo                                                               | Assembleia da República                                                    |
| 2003      | O Estádio da Nação                                                      | Várias                                  | Óscar Branco                                     | Óscar Branco, Manuel Dias e Carlos Mendonça                                    | T. Sá da Bandeira (Porto)                                                  |
| 2004      | A Rainha do Ferro Velho                                                 | Harry Brock                             | Filipe La Féria                                  | Garçon Kanin                                                                   | T. Politeama e T. Sá da Bandeira (Porto)                                   |
| 2005-2006 | A Revista é Liiinda!                                                    | Várias                                  | Mário Raínho                                     |                                                                                | T. Maria Vitória e T. Sá da Bandeira (Porto)                               |
| 2007      | Já Viram Isto?                                                          | Várias                                  | Francisco Nicholson                              |                                                                                | T. Maria Vitória                                                           |
| 2008      | Clube das Divorciadas                                                   | Rosalinda                               | Joaquim Nicolau                                  | Alil Vardar                                                                    | Tournée                                                                    |
| 2008-2011 | Um Violino no Telhado                                                   | Tevye                                   | Filipe La Féria                                  | A partir de Sholom Aleichem                                                    | T. Rivoli (Porto) e T. Politeama                                           |
| 2009-2010 | A Gaiola das Loucas                                                     | Carlos Alberto - Zazá Napoli            | Filipe La Féria                                  | A partir de Jean Poiret                                                        | T. Rivoli (Porto) e T. Politeama                                           |
| 2011      | Macbeth                                                                 | Macbeth                                 | Mónica Calle                                     | Heiner Müller a partir de William Shakespeare                                  | T. Casa Conveniente                                                        |
| 2012      | O Libertino                                                             | Denis Diderot                           | José Fonseca e Costa                             | Eric-Emmanuel Schmitt                                                          | Teatro da Trindade e tournée                                               |
| 2012-2014 | Isto É Que Me Dói!                                                      | Zé Tiago                                | Francisco Nicholson                              | Paulo Pontes                                                                   | T. Villaret, T. Sá da Bandeira (Porto) e tournée                           |
| 2013      | Casa de Campo                                                           | Alberto                                 | Frederico Corado                                 | Miguel Raposo a partir de Woody Allen                                          | T. Villaret                                                                |
| 2014-2015 | Tropa-Fandanga                                                          | Várias                                  | Pedro Penim, José Vieira Mendes e André Teodódio | Pedro Penim, José Vieira Mendes e André Teodósio                               | T. Nacional D. Maria II, T. Rivoli (Porto), T. São Luiz e Bobigny (França) |
| 2014-2015 | Portugal à Gargalhada                                                   | Várias                                  | Filipe La Féria                                  | Filipe La Féria e Helena Rocha                                                 | T. Politeama                                                               |
| 2015-2016 | A República das Bananas                                                 | Várias                                  | Filipe La Féria                                  | Filipe La Féria e Helena Rocha                                                 | T. Politeama                                                               |
| 2016      | A Tempestade                                                            | Próspero                                | Carlos Avilez                                    | William Shakespeare                                                            | T. Mirita Casimiro (TEC)                                                   |
| 2016-2017 | Contracanto - Do Outro Lado Do Mar                                      | Faroleiro                               | António Leal                                     | Sandra Leal                                                                    | C. C. Carregal do Sal                                                      |
| 2017      | Sonho de uma Noite de Verão - O Musical                                 | Oberon                                  | Simon Frankel                                    | Simon Frankel a partir de William Shakespeare                                  | Teatro Tivoli                                                              |
| 2017      | As Vozes do Bairro - Sr. Valéry (Leitura encenada - teatro radiofónico) |                                         | Teresa Sobral                                    | Gonçalo M. Tavares                                                             | Teatro da Trindade                                                         |
| 2017      | Entre o Céu e a Terra - O Musical sobre Fátima                          | Simão                                   | Joana Quelhas                                    | Liliana Moreira                                                                | Coliseus de Lisboa e Porto                                                 |
| 2017-2018 | Simone - O Musical                                                      | Varela Silva, Ary dos Santos e travesti | Tiago Torres da Silva                            | Tiago Torres da Silva                                                          | Teatro Tivoli, Coliseu Porto e tournée                                     |
| 2018      | Ñaque                                                                   | Rios                                    | Marco Medeiros                                   | José Sanchis Sinisterra                                                        | Teatro Villaret                                                            |
| 2018      | Odisseia Sonora                                                         | Ulisses                                 | Teresa Sobral                                    | Excertos de Homero                                                             | Teatro da Trindade                                                         |
| 2019      | Vou Levar-te Comigo                                                     | Chico                                   | Paulo César                                      | Fernando Heitor                                                                | Digressão                                                                  |
| 2019      | Xtraòrdinário                                                           | Várias                                  | Pedro Penim                                      | Pedro Penim, José Vieira Mendes e André Teodósio                               | Teatro São Luiz                                                            |
| 2019      | Sonho de uma Noite de Verão - O Musical                                 | Oberon                                  | Simon Frankel                                    | Simon Frankel a partir de William Shakespeare                                  | Teatro Tivoli                                                              |
| 2020-2021 | Chicago (musical)                                                       | Mr. Cellophane                          | Diogo Infante                                    | Fred Ebb e Bob Fosse                                                           | Teatro da Trindade                                                         |
| 2022-2024 | Trair e Coçar é Só Começar                                              | Palmira                                 | Miguel Thiré                                     | Marcos Caruso                                                                  | Casino Lisboa - Auditório dos Oceanos                                      |
| 2023      | Foi Assim                                                               |                                         | António Simão                                    | Jon Fosse                                                                      | Teatro da Politécnica                                                      |
| 2024-2025 | Cheque-Mate                                                             | Rogério                                 | Carlos Thiré                                     | Juca de Oliveira                                                               | Casino Lisboa - Auditório dos Oceanos                                      |

## Televisão
| Ano         | Projeto                           | Papel                                                 | Notas                                                                 | Canal |
| ----------- | --------------------------------- | ----------------------------------------------------- | --------------------------------------------------------------------- | ----- |
| 1988        | Canto Alegre                      | Rui                                                   | Elenco Principal                                                      | RTP1  |
| 1988        | Uma Bomba Chamada Etelvina        | Aurélio                                               | Elenco Principal                                                      | RTP1  |
| 1988 - 1989 | Passerelle                        | Pente Fino                                            | Elenco Principal                                                      | RTP1  |
| 1989        | Rua Sésamo                        |                                                       | Elenco Principal                                                      | RTP1  |
| 1989        | O Posto                           |                                                       | Elenco Principal                                                      | RTP1  |
| 1989        | Ricardina e Marta                 | Caixeiro viajante                                     | Elenco Adicional                                                      | RTP1  |
| 1990        | O Cacilheiro do Amor              | Vários Papéis                                         |                                                                       | RTP1  |
| 1990        | Mistério Misterioso               | José Belo                                             | Elenco Principal                                                      | RTP1  |
| 1990        | Euronico                          | Vários Papéis                                         | Ator Convidado                                                        | RTP1  |
| 1991        | Quem Manda Aqui Sou eu!           | Nunes                                                 | Participação Especial                                                 | RTP1  |
| 1992        | Giras e Pirozas                   |                                                       | Participação Especial                                                 | RTP1  |
| 1992        | Cinzas                            | Cabo Tadeu Dias                                       | Elenco Principal                                                      | RTP1  |
| 1993        | Procura-se                        | Guarda                                                | Elenco Adicional                                                      | RTP1  |
| 1993        | Verão Quente                      | Américo                                               | Elenco Principal                                                      | RTP1  |
| 1994        | Trapos e Companhia                |                                                       |                                                                       | RTP1  |
| 1994        | Quem Casa Quer Casa               |                                                       |                                                                       | RTP1  |
| 1994        | Desculpem Qualquer Coisinha       | Coelho                                                |                                                                       | RTP1  |
| 1994        | Nico d'Obra                       |                                                       | Ator Convidado                                                        | RTP1  |
| 1994 - 1995 | Cabaret                           | Vários Papéis                                         |                                                                       | RTP1  |
| 1995        | Malta Gira                        | Felisberto Manhoso                                    | Elenco Adicional                                                      | RTP1  |
| 1995        | Tudo ao Molho e Fé em Deus        | Vizinho                                               | Elenco Adicional                                                      | RTP1  |
| 1995 - 1996 | A Mulher do Senhor Ministro       | Américo Rocha                                         | Ator Convidado                                                        | RTP1  |
| 1996        | Primeiro Amor                     | Feliciano Silvério                                    | Elenco Principal                                                      | RTP1  |
| 1996        | Roseira Brava                     | Latinhas                                              | Elenco Principal                                                      | RTP1  |
| 1996        | Polícias                          | Rapa o Tacho                                          |                                                                       | RTP1  |
| 1996        | Big Show SIC                      | Vários Papéis                                         | Ator Convidado                                                        | SIC   |
| 1996        | Pensão Estrela                    | Sr. Raposo                                            | Protagonista                                                          | SIC   |
| 1996        | Camilo & Filho Lda.               | Eduardo                                               | Ator Convidado                                                        | SIC   |
| 1997        | As Aventuras do Camilo            | Alfredo Trancão                                       | Ator Convidado                                                        | SIC   |
| 1997        | Os Malucos do Riso                |                                                       | Ator Convidado                                                        | SIC   |
| 1997        | Nós os Ricos                      |                                                       | Ator Convidado                                                        | RTP1  |
| 1997        | Não Há Duas Sem Três              | António Reis                                          | Co- Protagonista                                                      | RTP1  |
| 1997        | Docas 2                           | Vários Papéis                                         | Elenco Principal                                                      | RTP1  |
| 1998        | Herman 98                         | Vários Papéis                                         | Ator Convidado                                                        | RTP1  |
| 1998        | As Lições do Tonecas              |                                                       |                                                                       | RTP1  |
| 1998 - 1999 | Os Lobos                          | Homem Bêbedo                                          | Elenco Principal                                                      | RTP1  |
| 1998        | Ballet Rose                       | Sr. Florival (advogado)                               | Elenco Principal                                                      | RTP1  |
| 1998        | Uma Casa em Fanicos               | Peixeiro                                              | Elenco Adicional                                                      | RTP1  |
| 1998 - 2000 | Médico de Família                 | Jaime                                                 | Elenco Principal                                                      | SIC   |
| 1999 - 2000 | Os Malucos do Riso                | Vários Papéis                                         | Elenco Principal                                                      | SIC   |
| 2000 - 2001 | Jardins Proibidos                 | Vicente Morais                                        | Elenco Principal                                                      | TVI   |
| 2001        | Sábado à Noite                    | Vários Papéis                                         | Ator Convidado                                                        | TVI   |
| 2002        | Bons Vizinhos                     | Júlio Ferreira                                        | Co- Protagonista                                                      | TVI   |
| 2003        | Alberto e as Borboletas           | Alberto                                               | Protagonista                                                          | TVI   |
| 2005 - 2006 | Camilo em Sarilhos                | Mr. McGregor                                          | Ator Convidado                                                        | SIC   |
| 2007        | Resistirei                        | Rui Ferreira                                          | Participação Especial                                                 | SIC   |
| 2007        | O Testamento                      |                                                       |                                                                       | RTP1  |
| 2007        | Ainda Bem que Apareceste          |                                                       | Ator Convidado                                                        | RTP1  |
| 2007        | No Tal Hospital                   | Vários Papéis                                         | Elenco Principal                                                      | RTP1  |
| 2007 - 2011 | Conta-me como Foi                 | Engenheiro Ramires                                    | Elenco Principal                                                      | RTP1  |
| 2008        | O Dia do Regicídio                | Dr. Mello Breyner - Medico e amigo do Rei D. Carlos I | Elenco Principal                                                      | RTP1  |
| 2008        | Regresso a Sizalinda              | Casaca                                                | Elenco Principal                                                      | RTP1  |
| 2008 - 2009 | Rebelde Way                       | Eduardo Castelão - Director do Colégio                | Elenco Principal                                                      | SIC   |
| 2010 - 2011 | Espírito Indomável                | Rogério Meireles                                      | Elenco Principal                                                      | TVI   |
| 2011 - 2012 | Remédio Santo                     | Zé Larau                                              | Elenco Adicional                                                      | TVI   |
| 2012        | A Tua Cara Não Me É Estranha      | Ele Próprio                                           | Concorrente                                                           | TVI   |
| 2012        | Os Compadres                      | Faustino                                              | Ator Convidado                                                        | RTP1  |
| 2012        | Maternidade                       | Sebastião                                             | Participação Especial                                                 | RTP1  |
| 2012 - 2013 | Louco Amor                        | Egídio Onofre                                         | Elenco Principal                                                      | TVI   |
| 2014        | Mar Salgado                       | Alberto Trigo                                         | Participação Especial                                                 | SIC   |
| 2014 - 2016 | Bem-Vindos a Beirais              | Alcides Jorge Silva                                   | Elenco Principal                                                      | RTP1  |
| 2015        | Donos Disto Tudo                  | Vários Papéis                                         | Ator Convidado                                                        | RTP1  |
| 2015 - 2016 | Coração d'Ouro                    | Vítor Silva                                           | Elenco Principal                                                      | SIC   |
| 2016 - 2017 | Amor Maior                        | Armando Matias                                        | Elenco Principal                                                      | SIC   |
| 2017        | País Irmão                        | José Ávila                                            | Protagonista                                                          | RTP1  |
| 2018        | Circo Paraíso                     | José Ávila                                            | Protagonista                                                          | RTP1  |
| 2018        | Sara                              | Morais                                                | Participação Especial                                                 | RTP1  |
| 2019        | Bad E Breakfast                   | Barbeiro                                              | Participação Especial                                                 | RTP1  |
| 2019        | Sul                               | Veríssimo                                             | Elenco Principal                                                      | RTP1  |
| 2019 - 2021 | Golpe de Sorte                    | José Luís Toledo                                      | Co- Protagonista                                                      | SIC   |
| 2019        | Golpe de Sorte: Um Conto de Natal | José Luís Toledo                                      | Co- Protagonista                                                      | SIC   |
| 2020        | O Clube (1.ª temporada)           | Alberto Viana                                         | Protagonista                                                          | SIC   |
| 2020 - 2021 | Patrões Fora                      | Tozé Barata                                           | Elenco Principal                                                      | SIC   |
| 2020        | Crónica dos Bons Malandros        | Pedro                                                 | Elenco Principal                                                      | RTP1  |
| 2020        | O Crime do Padre Amaro            | Cónego Dias                                           | Elenco Principal                                                      | RTP1  |
| 2021        | O Clube (2.ª temporada)           | Alberto Viana                                         | Protagonista                                                          | SIC   |
| 2021        | Estamos em Casa                   | Ele Próprio                                           | Apresentador, ao lado de Maria João Abreu, Dânia Neto e Jorge Corrula | SIC   |
| 2021        | O Clube (3.ª temporada)           | Alberto Viana                                         | Protagonista                                                          | SIC   |
| 2022        | Por Ti                            | Eugénio Pereira                                       | Elenco Principal                                                      | SIC   |
| 2022        | Volto Já                          | Senhor Acácio - o Senhorio                            | Elenco Adicional                                                      | SIC   |
| 2022        | O Pai Tirano                      | Mestre José Santana                                   | Co- Protagonista                                                      | SIC   |
| 2023        | Projeto Delta                     | Abel                                                  | Elenco Principal                                                      | SIC   |
| 2023        | O Clube (4.ª temporada)           | Alberto Viana                                         | Protagonista                                                          | SIC   |
| 2024        | O Clube (5.ª temporada)           | Alberto Viana                                         | Protagonista                                                          | SIC   |
| 2024        | Sr. Rui, Um Homem do Povo         | Rui Nabeiro                                           | Protagonista                                                          | TVI   |
| 2025        | O Clube (6.ª temporada)           | Alberto Viana                                         | Protagonista                                                          | SIC   |
| 2025        | O Clube (7.ª temporada)           | Alberto Viana                                         | Protagonista                                                          | SIC   |
| 2025        | Ruído                             | Interrogador                                          | Elenco Recorrente                                                     | RTP1  |
| 2025 - 2026 | Vitória                           | Manuel Mendonça                                       | Antagonista                                                           | SIC   |

## Cinema
| Ano                 | Projeto                      | Papel                 | Realizador                           | Notas          |
| ------------------- | ---------------------------- | --------------------- | ------------------------------------ | -------------- |
| 1993                | Aqui na Terra                | Informador            | João Botelho                         |                |
| 1995                | Corte de Cabelo              | Segurança             | Joaquim Sapinho                      |                |
| 1998                | Os Mutantes                  | Director              | Teresa Villaverde                    |                |
| 1998                | Sapatos Pretos               | Padre                 | João Canijo                          |                |
| 1998                | Senhor Jerónimo              | Pedro                 | Inês de Medeiros                     | Curta-metragem |
| 2000                | Telefona-me!                 | Joaquim               | Frederico Corado                     | Curta-metragem |
| 2000                | Monsanto                     | Vítor                 | Ruy Guerra                           |                |
| 2000                | Facas e Anjos                | Contreiras            | Eduardo Guedes                       |                |
| 2001                | Ganhar a Vida                |                       | João Canijo                          |                |
| 2001                | As Contas do Morto           | José Augusto          | Rita Nunes                           |                |
| 2001                | Camarate                     | Segunda Testemunha    | Luís Filipe Rocha                    |                |
| 2003                | F.M. - Rádio Relâmpago       | Manápulas             | José Nascimento                      |                |
| 2003                | O Meu Sósia e Eu             | Detective Ferreira    | Tiago Guedes                         |                |
| 2004                | Querença                     | Zé Vera (novo)        | Edgar Feldman                        |                |
| 2004                | Noite Escura                 | Nicolau               | João Canijo                          |                |
| 2004                | A Costa dos Murmúrios        | Comandante            | Margarida Cardoso                    |                |
| 2006                | Viúva Rica Solteira Não Fica | Abade                 | José Fonseca e Costa                 |                |
| 2006                | Filme da Treta               | Bifinhos              | José Sacramento                      |                |
| 2007                | A Escritora Italiana         | Samantha Derek        | André Badalo                         |                |
| 2007                | Corrupção                    | Inspector da PJ       | João Botelho                         |                |
| 2007                | Call Girl                    | Neves                 | António Pedro Vasconcelos            |                |
| 2008                | Arte de Roubar               | GNR                   | Leonel Vieira                        |                |
| 2009                | Contrato                     | Carlos Palma          | Nicolau Breyner                      |                |
| 2010                | Embargo                      | Patrão                | António Ferreira                     |                |
| 2011                | A Última Dança               | Dominicus Cornelius   | Vasco de Oliveira                    | Curta-metragem |
| 2013                | 7 Pecados Rurais             | Eng. Castro Laboreiro | Nicolau Breyner                      |                |
| 2015                | O Leão da Estrela            | Sr. Barata            | Leonel Vieira                        |                |
| 2016                | Axilas                       | Datuatia              | José Fonseca e Costa                 |                |
| 2016 (pós-produção) | Alfama em Si                 | Severo                | Diogo Varela Silva                   |                |
| 2017                | Delírio em Las Vedras        | Repórter Brasileiro   | Edgar Pêra                           |                |
| 2017                | São Jorge                    | Vitinho               | Marco Martins                        |                |
| 2018                | Ruth                         | Nunes Pantaleão       | António Botelho                      |                |
| 2018                | Linhas de Sangue             | Manuel Chança         | Sérgio Graciano e Manuel Pureza      |                |
| 2019                | Variações                    | Mário Martins         | João Maia                            |                |
| 2019                | Technoboss                   | Sr. Galhardo          | João Nicolau                         |                |
| 2019                | Hauschen - A Herança         | Lenhador              | Pedro Martins e Paulo A. M. Oliveira | Curta-metragem |
| 2019                | O Som Que Desce Na Terra     | Diego                 | Sérgio Graciano                      |                |
| 2020                | O Filme do Bruno Aleixo      | Bruno Aleixo          | João Moreira e Pedro Santo           |                |
| 2020                | Bem Bom                      | Carlos Coelho         | Patrícia Sequeira                    |                |
| 2022                | O Pai Tirano                 | Mestre José Santana   | João Gomes                           |                |
| 2022                | Submissão                    | Vasco Cardoso         | Leonardo António                     |                |

## Dobragens
| Ano  | Título                               | Papel                | Voz original        |
| ---- | ------------------------------------ | -------------------- | ------------------- |
| 1987 | Os Três Mosqueteiros (anime)         | Porthos              | Masamichi Satō      |
| 1989 | Rua Sésamo                           | Várias               |                     |
| 1991 | Sr. Bogus                            | Bogus                | Cam Clarke          |
| 1994 | O Rei Leão                           | Pumba                | Ernie Sabella       |
| 1995 | Timon & Pumba                        | Pumba                | Ernie Sabella       |
| 1995 | Pocahontas                           | Ben                  | Billy Connolly      |
| 1995 | Toy Story: Os Rivais                 | Sr. Cabeça de Batata | Don Rickles         |
| 1996 | Space Jam                            | Sr. Swackhammer      | Danny DeVito        |
| 1996 | 101 Dálmatas                         | Horace               | Mark Williams       |
| 1996 | O Corcunda de Notre Dame             | Hugo                 | Jason Alexander     |
| 1997 | Hércules                             | Filoctetes           | Danny DeVito        |
| 1997 | A Dama e o Vagabundo                 | Caco/Truta           | Bill Baucom         |
| 1998 | A Espada Mágica                      | Cornwall             | Don Rickles         |
| 1998 | O Rei Leão 2: O Reino de Simba       | Pumba                | Ernie Sabella       |
| 1999 | Toy Story 2: Em Busca de Woody       | Sr. Cabeça de Batata | Don Rickles         |
| 2002 | O Corcunda de Notre Dame II          | Hugo                 | Jason Alexander     |
| 2004 | O Rei Leão 3 - Hakuna Matata         | Pumba                | Ernie Sabella       |
| 2005 | Robôs                                | O Grande Soldador    | Mel Brooks          |
| 2005 | Harry Potter e o Cálice de Fogo      | Barty Croutch        | Roger Lloyd Pack    |
| 2006 | Astérix e os Vikings                 | Obélix               | Jacques Frantz      |
| 2006 | Carros                               | Mate                 | Larry the Cable Guy |
| 2006 | Garfield 2                           | Prince               | Tim Curry           |
| 2008 | O Panda do Kung Fu                   | Mestre Shifu         | Dustin Hoffman      |
| 2010 | Toy Story 3                          | Sr. Cabeça de Batata | Don Rickles         |
| 2011 | Alpha and Omega                      |                      |                     |
| 2011 | O Panda do Kung Fu 2                 | Mestre Shifu         | Dustin Hoffman      |
| 2011 | Animais Unidos Jamais Serão Vencidos | Leonardo (leão)      | Thomas Fritsch      |
| 2011 | Carros 2                             | Mate                 | Larry the Cable Guy |
| 2012 | Força Ralph                          | Rei Candy/Turbo      | Alan Tudyk          |
| 2013 | Monstros - A Universidade            | Don Carlton          | Joel Murray         |
| 2013 | Como Salvar o Pai Natal?             | Pai Natal            | Tim Conway          |
| 2014 | 7º Anão - O Pequeno Herói            | Burner               | Christian Brückner  |
| 2016 | O Panda do Kung Fu 3                 | Mestre Shifu         | Dustin Hoffman      |
| 2016 | A Guarda do Leão                     | Pumba                | Ernie Sabella       |
| 2016 | A Vida Secreta dos Nossos Bichos     | Pops                 | Dana Carvey         |
| 2016 | Until Dawn: Rush of Blood            | Dan T.               | Larry Fessenden     |
| 2016 | Ovelhas e Lobos                      | Ragear               | Andrey Barkhudarov  |
| 2017 | Carros 3                             | Mate                 | Larry the Cable Guy |
| 2017 | Emoji: O Filme                       | Cocó                 | Patrick Stewart     |
| 2017 | A Caçadora de Dragões                | Feiticeiro           |                     |
| 2018 | Rudolfo, o Gatinho Preto             | TenhoMuitos          | Ryohei Suzuki       |
| 2018 | A Pequena Sereia                     | Locke                | Armando Gutierrez   |
| 2018 | Capitão Sharky                       | Pirata Bill          | Axel Prahl          |
| 2018 | Lili e a Baía dos Tesouros           | Lord Stag            | Stephen Fry         |
| 2018 | Pai Natal & Co.                      | Pai Natal            | Alain Chabat        |
| 2019 | Toy Story 4                          | Sr. Cabeça de Batata | Don Rickles         |
| 2019 | A Grande Viagem                      | Mic Mic              | Pauly Shore         |
| 2019 | O Rei Leão (2019)                    | Pumba                | Seth Rogen          |
| 2019 | A Vida Secreta dos Nossos Bichos 2   | Pops                 | Dana Carvey         |
| 2022 | A Grande Viagem 2: Entrega Especial  | Mic Mic              | Pauly Shore         |